# Psammotettix nesiotus
Psammotettix nesiotus är en insektsart som beskrevs av Hamilton 2002. Psammotettix nesiotus ingår i släktet Psammotettix och familjen dvärgstritar. Inga underarter finns listade i Catalogue of Life.